# Humedales Chaco

Ubicación del sitio Ramsar en la provincia de Chaco.

Humedales Chaco es una zona de humedales del este de la provincia del Chaco, Argentina, designado sitio Ramsar n.º 1366 el 2 de febrero de 2004, integrando la «lista de humedales de importancia internacional».
El sector comprende 508 000 ha ubicadas en la zona oriental de los departamentos San Fernando, Primero de Mayo y Bermejo. Abarca la totalidad de la llanura aluvial del río Paraguay y la del Paraná en el territorio chaqueño.
El límite sur lo determina el paralelo 28° S, límite interprovincial entre Chaco y Santa Fe; al norte limita con el río Bermejo; al oeste con la Ruta Nacional 11; y el límite este son los cauces de los ríos Paraná y Paraguay.
Limita al sur con el sitio Ramsar Jaaukanigás en la provincia de Santa Fe, constituyendo entre ambos un corredor de humedales de aproximadamente 500 km de largo, con una superficie de un millón de hectáreas.

## Objetivo
La designación como sitio Ramsar no limita la actividad económica del hombre en la zona; está contemplada y se busca crear planes de manejo para el uso racional de los recursos naturales.

## Biodiversidad
Su rica biodiversidad tiene más de 400 especies de animales, incluyendo algunas vulnerables, como el lobito de río, el  tucán grande, el ocelote, el  oso melero, el mirikiná, los yacarés  overo y  negro, y en peligro de extinción como el ciervo de los pantanos, el  jabirú y el aguará guazú. También especies raras como la lepidosirena o Lola, único pez pulmonado en Sudamérica. Entre otros, hay carpinchos, monos, coatíes, nutrias, cigüeñas, chajaes, garzas, bandurrias, patos, espátulas rosadas, boas curiyú y lampalaguas, tortugas, ranas y sapos, además de gran variedad de peces como pacúes, surubíes, dorados, bogas, sábalos, bagres y palometas.

## Valor cultural
Se preservan restos arqueológicos y paleontológicos pertenecientes a sucesos históricos en Isla del Cerrito, que fue base de operaciones de las tropas del Imperio del Brasil durante la Guerra de la Triple Alianza (1866 - 1876) y fue sede de la colonia y hospital Maximiliano Aberastury, primer centro modelo en Argentina dedicado al mal de Hansen -lepra- entre 1926 y 1960. Otros lugares: La Cangayé (reducción de aborígenes toba) y San Buenaventura del Monte Alto, reducción de aborígenes de la etnia vilela; Reserva y Patrimonio Cultural del pueblo toba de Las Palmas; Campo Lestani en Barranqueras, donde hay un yacimiento de cerámica aborigen; Paraje Guitarra, con restos de cerámica aborigen; en Colonia Benítez se encuentra el Museo Casa y Jardín Schülz, declarados Patrimonio Cultural del Chaco, lugar donde vivió Augusto Gustavo Schulz, botánico investigador de la flora chaqueña.